# 4302 Markeev
A 4302 Markeev (ideiglenes jelöléssel 1968 HP) a Naprendszer kisbolygóövében található aszteroida. Tamara Mihajlovna Szmirnova fedezte fel 1968. április 22-én.